# 佐藤あかり
佐藤 あかり（さとう あかり、1974年11月28日 - ）は、日本の女優、声優。劇団俳優座所属。東京都出身。

## 出演
太字はメインキャラクター。

### テレビドラマ
- 魔性の群像4（2017年） ‐ 的場茂美

### 舞台
- 赤ひげ
- ハムレット
- ヒトのカケラ
- リビエールの夏の祭り
- 最後の面会[1]

### アニメ
- ねずみの恩がえし（ローナ〈母〉）

### ゲーム
- 忌火起草（松下和子）
- エイジ オブ エンパイアIII（アメリア・ブラック）

### 吹き替え

#### 映画
- アーネスト式プロポーズ（セシリー・カーデュー〈リース・ウィザースプーン〉）
- 歌え!ロレッタ愛のために（ロレッタ〈シシー・スペイセク〉）
- オオカミの誘惑（チョン・ハンギョン〈イ・チョンア〉）
- 夏至（カイン）
- ゴーストライダー（ロクサーヌ・シンプソン〈エヴァ・メンデス〉、若き日のロクサーヌ〈ラクエル・アレッシ〉）
- スパイダー・キングダム（ジーナ〈エマ・キャサウッド〉）
- 007シリーズ
  - 007 サンダーボール作戦（ドミノ〈クローディーヌ・オージェ〉）※DVD版
  - 007 黄金銃を持つ男（メアリー・グッドナイト〈ブリット・エクランド〉）※DVD版
  - 007 ワールド・イズ・ノット・イナフ（クリスマス・ジョーンズ〈デニス・リチャーズ〉）※テレビ朝日版
- デイ・ウォッチ（スヴェトラーナ〈マリア・ポロシナ〉）
- ホワイト・オランダー（キャロリー）
- マイレージ、マイライフ（ジュリー・ビンガム〈メラニー・リンスキー〉）
- モテる男のコロし方（キャリー〈アリエル・ケベル〉）
- モ'・ベター・ブルース（インディゴ・ダウンズ）
- 私が、生きる肌（ベラ・クルス〈エレナ・アナヤ〉）

#### ドラマ
- ER緊急救命室シリーズ
  - シーズン8 #2（マーラ〈ジャクリーン・テルヤ〉）、#10（アンパロ〈レア・サロンガ〉）
  - シーズン9 #10（ローラ〈アナ・オルティス〉）
  - シーズン10（バレリー・ガラント〈ジョイ・ブライアント〉）
  - シーズン11 #14（シャーロット〈ステファニー・コートニー〉）
  - シーズン15（セリーナ / クローディア・ディアス〈ジャスティナ・マシャド〉）
- NCIS 〜ネイビー犯罪捜査班 シーズン5 #10
- 宮廷女官チャングムの誓い（ウンビ）
- シークレット・ガーデン（パク・チェリン〈ペク・スンヒ〉）
- ミス・マープル6 カリブ海の秘密（モリー・ケンドール）
- 名探偵ポワロ 複数の時計（ノラ・ブレント）※NHK版

### その他
- お江戸でござる
- 緋が走る